# Давидов град
Давидовият град (на иврит: עיר דוד – Ир Давид; на арабски: مدينة داوود) е част от Йерусалим в Израел, която е важен археологически обект и смятана за най-старата част на града. Разположен е на възвишение южно от Храмовия хълм в населения главно с палестинци квартал Силуан в Източен Йерусалим. През бронзовата епоха е селище с градски стени и според традицията именно там еврейският цар Давид установява своята столица. Селището доминира над долините Тиропоеон на запад, Геена на юг и Кедрон на изток.